# Staurastrum limneticum
Staurastrum limneticum là một loài Song tinh tảo trong họ Desmidiaceae, thuộc chi Staurastrum.